# Eiland

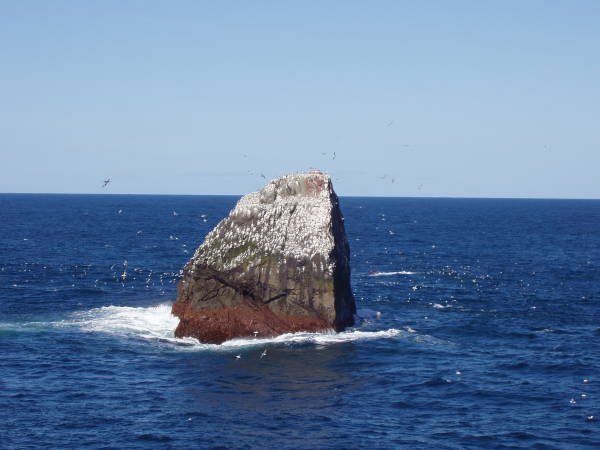
Rockall im Nordostatlantik ist ein abgelegenes felsiges Eiland von etwa 570 m²

Eiland ist eine dichterische Bezeichnung für eine Insel und wird heute zumeist in der Bedeutung einer „kleinen Insel“ gebraucht.

## Etymologie und Wortgeschichte
Der Begriff Eiland ist im 13. Jahrhundert aus mittelniederdeutsch e(i)lant, eyglant (ebenso wie mittelniederländisch eiland aus dem Altfriesischen entlehnt) übernommen worden; die heutige Form ist seit dem 16. Jahrhundert allgemein verbreitet. Der erste Bestandteil ei „Insel“ geht auf urgermanisch *awjō „Aue, Insel“ (aus *agwjō „die zum Wasser Gehörige, vom Wasser Umgebene“, einer Bildung zu *ahwō „Wasser, Gewässer“) zurück. Kluge deutet Eiland als „Inselland“. Im Mittelnieder- und -hochdeutschen wurde der erste Bestandteil umgedeutet und das Kompositum volksetymologisch zu einland „alleinliegendes Land“ umgebildet.
Das altfriesische Wort für „Eiland“ war eyland oder alond. Aus dem Mittelniederländischen sind heylant und eylant überliefert. Das Mittelniederdeutsche hatte mehrere Wörter bzw. Aussprachen hierfür: elant, eilant, einlant, eiglant oder olant. Andere mittelniederdeutsche Wörter für Insel waren och, oie oder oge.
Das Altenglische hatte igland und iegland, woher das moderne englische Wort island (Insel) kommt, dessen Aussprache dem deutschen Wort Eiland sehr ähnlich ist. Der Buchstabe ‚S‘ wurde hinzugefügt, weil man irrigerweise glaubte, dass das englische Wort mit dem mittelfranzösischen Wort isle (von Lateinisch insula) verwandt sei. Diese und ähnliche etymologisch falsche Schreibweisen konnten sich durchsetzen, weil damals Lateinkenntnisse großes Prestige genossen und ein Wort als feiner galt, wenn es eine lateinische Herkunft hatte.
Im 17. Jahrhundert übernahm das Standarddeutsche das Wort „Eiland“. Die damalige Schreibung lautete vorwiegend „Eyland“. Erst durch die Orthographische Konferenz von 1901 wurde die Schreibweise offiziell festgelegt. Die vormalige Bedeutung „Insel“ ohne Bezug auf die Größe verlagerte sich seitdem hin zur heutigen Hauptbedeutung „kleinere (kleine) Insel“, „Inselchen“ (wofür es zuvor die Verkleinerungsform Eiländchen gegeben hatte).

## Zur Bestimmung
Der Begriff „Eiland“ wurde nicht klar definiert. Man kann also nicht sagen, wie groß ein Eiland höchstens sein darf. Die meisten Eilande sind nicht über 100 km² groß. Es gibt jedoch auch Inseln, die über 1000 km² groß sind und die man trotzdem als Eiland bezeichnet. Einfluss hat dabei auch die Entlegenheit der Insel.
Beispielsweise liegt die Grenze zwischen „Insel“ und „Holm“ auf den Färöer-Inseln bei etwa 0,7 km².

## Synonyme
Ein anderes Wort für „kleine Insel“ ist Holm (vgl. Stockholm), das ebenfalls aus dem Niederdeutschen kommt. Die pommerische Bezeichnung für (kleine) Insel ist Oie (vgl. Greifswalder Oie). Das Wort „Oie“ besitzt einen gemeinsamen Ursprung mit dem friesischen oog und dem dänischen Ø.

### Ähnliche Bezeichnungen aus anderen Sprachen
- Schäre (schwedisch)
- Islote (spanisch)
- Motu (polynesisch)
- Islet (englisch)